# Trifluorométhane
Le trifluorométhane ou fluoroforme (ou R-23 ou HFC-23) est un halogénoalcane de formule CHF3. Il appartient plus précisément à la famille des trihalogénométhanes, qui comporte notamment le chloroforme (trichlorométhane), le bromoforme (tribromométhane) et l'iodoforme (triodométhane), ainsi qu'à celle des hydrofluorocarbures (HFC). 
C'est un gaz incolore, ininflammable, à l'odeur éthérée. Ce gaz est utilisé dans diverses applications de niche, valorisé comme un sous-produit de la fabrication du Teflon.

Il est aussi biologiquement produit en petite quantité, apparemment par décarboxylation de l'acide trifluoroacétique. En raison de ses caractéristiques physicochimiques, c'est un puissant gaz à effet de serre.

## Production et synthèse
Le trifluorométhane a été obtenu la première fois par Maurice Meslans, dans une réaction violente entre l'iodoforme et du fluorure d'argent anhydre, en 1894.
La réaction a par la suite été améliorée par Otto Ruff, en substituant le fluorure d'argent par un mélange de fluorure de mercure et de fluorure de calcium.
Cette réaction fonctionne alors avec l'iodoforme et le bromoforme, mais l'échange des deux premiers atomes d'halogène par ceux de fluor reste violent. 
La première méthode réellement efficace pour synthétiser le fluoroforme fut trouvée par Henne.
Il s'agit d'une réaction en deux étapes : la première forme du bromodifluorométhane par réaction du trifluorure d'antimoine avec le bromoforme, la seconde finalise la réaction en faisant réagir du fluorure de mercure.

## Utilisation
Le CHF3 est utilisé dans l'industrie du semi-conducteur, notamment pour la  gravure ionique réactive (RIE) du dioxyde de silicium et du nitrure de silicium.  
Connu sous le nom de R-23 ou HFC-23, c'est un réfrigérant, remplaçant parfois le chlorotrifluorométhane (CFC-13). C'est un sous-produit de la synthèse de ce dernier.
Il est aussi utilisé comme extincteur de flamme, sous le nom  de FE-13 (DuPont).  Le CHF3 est utile dans cette application, du fait de sa faible toxicité, sa faible réactivité et de sa grande densité. Le HFC-23 est aussi utilisé pour remplacer le Halon 1301(CFC-13b1) dans les systèmes anti-incendie. 

### Chimie organique
Le CHF3 est une source d'ion CF3− par déprotonation.  C'est un acide très faible, de pKA compris entre 25 et 28. C'est un précurseur du  CF3Si(CH3)3, aussi appelé réactif de Ruppert-Prakash.

## Impact environnemental
C'est un puissant gaz à effet de serre, et il contribue à chimiquement dégrader la couche d'ozone. 
Sa présence tend à rapidement augmenter dans l'atmosphère depuis qu'on l'y mesure. 

Selon les 8809 mesures faites entre 2004 et 2010 et 24 mesures faites entre 1989 et 2007, les teneurs moyennes annuelles dans aux altitudes comprises entre 10 et 25 km en zone tropicale et subtropicales (40°S- 40°N) révèlent une tendance à la hausse de 4,0 ± 1,6% par an pour la période 2004-2009 (et 3,9 ± 1,2% par an pour 2004-2010). 
Dans l'environnement, on peut retrouver ce polluant dans l'atmosphère, mais aussi dans l'eau et les sols, où il peut aussi provenir de la dégradation du trifluoroacétate
- Potentiel de réchauffement global (GWP): 14800[12]. Dans le sol, il semble très stable (plus que d'autres halométhanes, tels que le chloroforme, le bromure de méthyle et le fluorure de méthyle qui peuvent être lentement dégradés par des bactéries métanotrophes[11])
- Potentiel de déplétion ozonique (ODP) : son potentiel de destruction chimique de l'ozone est faible (1), mais en tant que puissant gaz à effet de serre, il contribue à bloquer la chaleur dans les basses-couches, ce qui refroidit les hautes-couches, refroidissement qui rend l'ozone plus vulnérable à la délétion par d'autres gaz plus destructeurs d'ozone que lui.. Et selon le rapport 2016 d'évaluation de l'état de la couche d'Ozone, si la plupart des produits délétères pour l'ozone sont en forte diminution, il reste les hydrochlorofluorocarbones  (HCFCs) et l'halon-1301 qui continuent à augmenter[13], ce qui laisse penser qu'il existe encore des sources cachées ou non-déclarées de ces produits[13]. et les émissions de HFC-23 se poursuivent « en dépit des efforts d'atténuation »[13].